# 加藤桜老
加藤 桜老（かとう おうろう、文化8年7月28日（1811年9月15日） - 明治17年（1884年）11月12日）は、常陸国笠間藩の儒学者。名は煕。通称は麟、後に有麟。桜老は号。
嘉永4年（1851年）に隠居した後、尊王攘夷運動に参加。三条実美や高杉晋作等多くの志士と交流し、高杉らの推薦により長州藩から明倫館の教授として迎えられた。
昭和9年（1934年）贈正五位。

## 生い立ち
文化8年（1811年）7月28日に水戸城下の浜田村で水戸藩藩士佐藤政祥の子として生まれた。幼名は日出吉。佐藤家は佐竹家の家臣であったが、秋田に移らずに帰農し、父政祥の代に水戸徳川家に仕えた。
7歳の時、外祖父にあたる笠間藩士加藤信義に預けられた。加藤家は先祖が藩主の前で御前講義を行うなど代々学者の家だった。
文政7年（1824年）、14歳になった桜老は正式に加藤家の養子となる。この年、後に藩校時習館の教授になる森田桜園の下で本格的に儒学を学び始める。
文政11年（1828年）には18歳で中小姓として笠間藩に出仕するが、優れた才能を見せていた桜老は一般の藩士が行う城内の諸役は免除され、儒学修行に専念するよう命じられた。同時に藩校時習館の都講（講師）に任命される。
天保元年（1830年）、都講を辞した桜老は、水戸藩の会沢正志斎、藤田東湖の下で指導を受ける。その後天保7年（1836年）には足利学校、上野国、会津、仙台、土浦に遊学し、見聞を広げていった。
天保8年（1837年）に藩医だった結解素庵の娘と結婚。翌年には江戸の昌平坂学問所に入り、儒学を林述斎、佐藤一斎から学んだ。その他に兵術・砲術を清水赤城から、雅楽を東儀家、山野井家から学ぶなど幅広く修行し、諸藩の有志と交流することで独自の思想や学問を深めていった。

## 寅年の騒動
笠間に戻った後の天保13年（1842年）、笠間藩では藩主相続をきっかけに騒動が起きた。
一昨年の天保11年（1840年）に藩主牧野貞一が、息子が幼少だったため養子となって後を継いだ弟の牧野貞勝が天保12年（1841年）に相次いで夭折。貞一の息子牧野貞久がわずか7歳で相続することとなった。
その頃の藩政は家老の川崎頼母が政権の座にあった。頼母は笠間藩の藩政改革で16年に渡り手腕を発揮し、天保の大飢饉では被害を最小限で乗り切ることに成功した。こうした実績から、次第に専制的となり権力を一手に占めるようになっていた。
この頼母の専制政治を改革しようと、執行部に反対する桜老は同志ら30余名と謀り、3代藩主牧野貞喜の子で旗本へ養子に出ていた布施重正を貞久の後見人にし、川崎派を排除して藩政改革をするよう中立派だった家老の牧野光保に訴えた。
1年以上にわたる騒動の結果、穏便に決着させるため、光保が全責任を一身に背負い自刃。川崎頼母は蟄居、桜老も藩政批判や騒動を起こした罰で弘化元年（1844年）「慎」10日間の罰を受けた。

## 十三山書楼での志士との交流
弘化2年（1845年）、養父信義の死去で家督を相続するが、なお藩政に不満があり病と称して出仕を断り続けた。嘉永2年（1849年）には本家長岡藩藩主で幕府の老中だった牧野忠雅に笠間藩情を訴える行動を起こす。その後も再三に渡る笠間藩の要請に従わなかったため嘉永4年（1851年）、隠居を命じられ嫡子麟太郎に家督を譲った。
安政3年（1856年）、自宅近くに2階建ての隠居場所十三山書楼を構える。楼上からは十三の山並みが一望できたため名づけられたが、1階は教育の場「詠帰塾」として開放し、2階は応接間兼書斎となっていた。
「詠帰塾」には笠間藩士ばかりではなく、多くの志士たちが桜老に教えを請いに、あるいは談義をするため十三山書楼を訪れた。近隣では水戸藩の藤田小四郎、遠くは会津藩の秋月悌次郎、仙台藩の岡鹿門、長州の高杉晋作、佐久間佐兵衛、薩摩の重野安繹など多彩な人材が訪れ、桜老は十三山書楼で情報収集と国論の形成を行った。
高杉晋作は二度、桜老の下を訪れている。一度目は万延元年（1860年）、二度目は文久2年（1862年）でこの時、攘夷の実行を桜老に打ち明けるため、江戸の長州藩邸を脱走してきた高杉を心配して桂小五郎（木戸孝允）に迎えに来るよう書簡を送っている。

## 長州藩校明倫館の教授として
文久2年（1862年）、長州藩主毛利敬親から笠間藩主牧野貞直へ長州藩の藩校の教授に迎えたいとの要請があり受諾された。江戸の長州藩邸で講師となった桜老は文久3年（1863年）1月に京に上るよう要請を受け、京都の長州藩邸に入る。
その後、八月十八日の政変により長州に移った桜老は、明倫館の教授の傍ら『忠節時蹟』の編さんに関わる。また、兵制、内政、外政などの時局論である『藩兵備考』『謀野草議』『学術論』を執筆する。
慶応3年（1867年）には山口の郊外に私塾「詠帰塾」を開き、水戸学の講義を行ったり、時には琴やオルガンを演奏して楽しませながら指導していたという。

## 晩年
慶応4年（1868年）4月、これまでの功績に対し笠間藩主および長州藩主から褒章を受け上京。6月には明治新政府から軍務官御用掛を命じられる。
明治5年（1872年）には教部省に入省。明治10年に退官して以降も、教育論を執筆したり、子弟教育の教材を刊行するなど精力的に国事や教育に情熱を燃やした。
明治17年（1884年）11月12日、東京湯島新花町の佐藤家で死去。74歳。死後は東京都台東区の谷中共同墓地（谷中霊園）に葬られた。